# Rekuperator

Typer av rekuperator, eller korsplattvärmeväxlare.

Rekuperator är en värmeväxlare, som arbetar kontinuerligt enligt motströmsprincipen. Den skiljer sig från regenerativa värmeväxlare, där det värmeavgivande och det värmeupptagande mediet strömmar växelvis genom apparaten.

## Beskrivning
I många typer av processer, används förbränning för att generera värme och rekuperatorn tjänar där till att återta värme, i syfte att återanvända eller återvinna den. Termen rekuperatorn hänvisar såväl till vätske-vätske motströmsvärmeväxlare som används för värmeåtervinning inom kemi- och raffinaderiindustrin och i slutna processer såsom ammoniak-vatten eller LiBr-vattencykeln i absorptionskylsystem.
Rekuperatorer används ofta tillsammans med brännaren hos en värmemotor, för att öka den totala effektiviteten. Till exempel, i en gasturbinmotor komprimeras luft, blandas med bränsle, som sedan bränns och används för att driva en turbin. Rekuperator överför en del av spillvärmen i avgaserna till den komprimerade luften, och förvärmer den innan insprutning i brännarsteget. Eftersom gaserna har förvärmts, erfordras mindre bränsle för att värma upp gaserna till turbininloppstemperaturen. Genom utvinning en del av energin som annars går förlorad som spillvärme, kan rekuperatorn göra en värmemotor eller gasturbin betydligt effektivare.